# Nedre Åbyn
Nedre Åbyn is een plaats in de gemeente Skellefteå in het landschap Västerbotten en de provincie Västerbottens län in Zweden. De plaats heeft 108 inwoners (2005) en een oppervlakte van 43 hectare. De plaats ligt iets ten westen van de grotere plaats Burträsk aan de rivier de Bureälven.